# 울진고등학교
울진고등학교(蔚珍高等學校)는 대한민국 경상북도 울진군 울진읍 연지리에 있는 공립 고등학교이다.

## 학교 연혁
- 1951년 8월 30일 : 울진농업고등학교 설립 인가(농업, 축산과 6학급)
- 1951년 9월 10일 : 초대 어윤수 교장 취임
- 1953년 3월 23일 : 울진농업고등학교 제1회 졸업 (112명 졸업)
- 1964년 3월 5일 : 울진여자고등학교 개교
- 1973년 11월 7일 : 울진농업고등학교, 울진종합고등학교로 개칭
- 1999년 2월 12일 : 울진종합고등학교 제47회 졸업식(8,625명 졸업), 울진여자고등학교 제33회 졸업식(4,255명 졸업) 합계 12,880명
- 1999년 3월 1일 : 울진고등학교로 교명변경(남여공학 18학급)
- 1999년 3월 1일 : 울진고등학교, 울진여자고등학교 통합
- 2011년 8월 17일 : 자율형공립고 지정 경상북도교육청
- 2012년 3월 1일 : 자율형공립고 운영(2012.3.1.~2017.2.28.)
- 2021년 3월 1일 : 교과교실제 운영(선진형)
- 2021년 7월 8일 : 자율형공립고 재지정(2022. 3. 1.~2025. 2. 28.)
- 2023년 3월 1일 : 제30대 김진구 교장 취임
- 2024년 2월 7일 : 제72회 졸업식(132명 졸업) 졸업생 누계 17,206명
- 2024년 3월 1일 : 도 지정 통일교육 연구학교 운영 (2024. 03. 01.~2026. 02. 28.)
- 2024년 3월 4일 : 입학식(신입생 132명)

## 참고 자료
- 울진고등학교 - 한국교육학술정보원 학교알리미